# 勝利の女神:NIKKE
『勝利の女神:NIKKE』(しょうりのめがみ:ニケ）（英：Goddess of Victory: Nikke、韓：승리의 여신: 니케）は、大韓民国のSHIFT UPが開発し、中華人民共和国のLevel Infinite(Tencent Games)が配信するスマートフォンゲーム。略称は「ニケ」「メガニケ」。キャッチコピーは「世界を救う為に、私の指揮官になってください」。

## 概要
スマートフォン向けの縦画面TPSゲーム及びRPGとしてリリースされた。
プレイヤーは、謎の生命体「ラプチャー」に占拠された地上を奪還するために戦う少女型のヒューマノイド「NIKKE」（ニケ）達を指揮する「指揮官」となり、地上奪還へ向けてあらゆる困難に立ち向かう。
本編には一部アニメーション動画やSpineといったアニメーションツールが使用されている。

## あらすじ
人類は敗北した。「ラプチャー」の侵攻は何の前触れもなく始まり、無慈悲で圧倒的であった。目的不明。 交渉不可。ラプチャーはあたかも人類の天敵の如く一瞬にして地上を火の海に変えた。次から次へと津波のように襲いかかってくる彼らの攻勢を前に、今まで築き上げてきた技術は何の意味も成さなかった。人類は文字通りただ蹂躙されていた。最終手段として開発中だった人型兵器に希望を託したが僅かばかりの効果を発揮しただけで、戦況を逆転させる奇跡を起こすには至らなかった。まさしく完璧な敗北。人類は地上をラプチャーに奪われ、地下の奥深くへと住処を移した。
それから数十年が過ぎ、人類の新たな住処である「アーク」で少女たちが目を覚ます。地下に追いやられた人類があらゆる技術を集約して生み出した「対ラプチャー用決戦人型兵器」。少女たちは数十年間一度も開けられたことがない、地上へと続くエレベーターに乗りこむ。人類は祈った。少女たちが自分たちの矢となってくれることを。復讐の刀となってくれることを。そうした痛切な願いが込められた名前とともに少女たちは地上へと向かう。その名は...『ニケ』。人類に勝利をもたらす最後の希望。
(勝利の女神:NIKKE Google Playページより引用)

## ゲームシステム

### キャンペーン
このゲームにおけるメインコンテンツ。
36のチャプターで構成されており、各チャプターごとに幾つかのステージが含まれる。(2025年2月現在)
各ステージは殲滅戦、阻止戦、拠点防衛戦のどれかに分類される。
勝利条件は以下の通り。
- 殲滅戦

ターゲットを倒すと勝利。
- 阻止戦

一定時間、敵の進軍を阻止すると勝利。規定線には防御力のような数値が設定され、敵が規定線を越えると数値が減少。制限時間内に1以上であれば勝利、制限時間内に0以下になると敗北。
- 拠点防衛戦

敵を倒すか拠点内に敵が居ないと占有率アップ
制限時間終了時に占有率50%以上、または制限時間前でも占有率100%を達成すると勝利。
通常、3つのステージが一まとまりになっており、クリアすることでストーリーを見ることができる。
NormalとHardのニ種類の難易度がある。Hardモードは、Normalモードと同じチャプター数、ステージ数だが、敵の構成や遺失物の位置が異なる。

#### 遺失物
各チャプターに隠された遺失物。所謂やりこみ要素。各チャプターごとに配置数が異なり、現在のチャプターでの収集率はミニマップに表示される。近づくことで、手記、BGM、その他ゲーム内通貨のジュエルやクレジット等が手に入る。

## 戦闘システム
2023年8月現在、NIKKEはメインコンテンツであるストーリーモードの他に「トライブタワー」「アリーナ」「迎撃戦」「シミュレーションルーム」「ユニオンレイド、ソロレイド」などがあり、期間限定で行われるイベントモードなども実装されている。
これら実装されたコンテンツをクリアしたり、報酬を得るためには、「戦闘」を行う必要がある。以下にNIKKEにおける基本の戦闘システムを解説する。

### 部隊編成
プレイヤーは戦闘開始前に5体のニケを選び、部隊を編成する。ニケには3つのクラスと5つのコード、6種の武器種が存在する。

### クラス
ニケには設定されたクラスが存在する。設定されたクラスによってステータスの基本値が異なる。
- 火力型

HPが少ない代わりに攻撃力が高く設定されている。味方の火力を引き上げる能力や強力な攻撃スキルなどを所持しており、火力によって敵を殲滅することを主軸に設計されている。
- 防御型

攻撃力が低い代わりに、HPが多めに設定されている。味方の防御力を高めたり、挑発を行うことで本来他のニケに向かう攻撃を代わりに受けるなど、味方の生存率を高められるよう設計されている。
- 支援型

ステータスがバランスよく設定されている。味方のHPを回復させたり、攻撃力を高めたりなど、バフを加えることで部隊全体のステータスを上昇させるよう設計されている。

### コード
ニケにはコードが設定されている。コードは敵であるラプチャーにも設定されており、所謂３すくみの関係にありこちらにとって相性の良いコードなら与えるダメージ量が増加する。
- 鉄甲（D.M.T.R）は電撃コードに対し10%の追加ダメージを与える。
- 電撃（Z.E.U.S）は水冷コードに対し10%の追加ダメージを与える。
- 水冷（P.S.I.D）は灼熱コードに対し10%の追加ダメージを与える。
- 灼熱（H.S.T.A）は風圧コードに対し10%の追加ダメージを与える。
- 風圧（A.N.M.I）は鉄甲コードに対し10%の追加ダメージを与える。

### 武器種
ニケは戦闘時に一種類の武器を持ち戦うがその武器は6種類に分類されそれぞれがメリットデメリットと得手不得手を持つので編成によっては戦闘で有利になったり不利になったりする。戦闘ごとに武器種を切り替えて戦うかバランスのよい編成で戦い続けるか、などの戦略が必要になる。
操作には２種類あり、タップし続けている間（PC版ではクリック）連続して射撃を続ける「通常型」と、タップし続けている間標準横のゲージが溜まっていきタップをやめたタイミングで射撃されチャージゲージのたまった量に応じてダメージが変化する「チャージ型」がある。
- アサルトライフル（略：AR）

どんな状況にも対応できるようにバランスが取れている（公式説明）
近距離から遠距離まで平均してダメージを与えることが出来るが逆に得意な距離も無い平均的な性能。操作タイプは 通常型。
- ショットガン（略：SG）

複数の弾丸が散乱するように発射され、近くの敵に強い威力を発揮する（公式説明）
近距離に強い武器種で複数発射される弾丸を集中して命中させることで高いダメージを発揮するが単体の弾丸威力は抑えめなので遠距離の敵などに撃った場合に少ない命中になると威力が発揮されない。操作タイプは 通常型。
- サブマシンガン（略：SMG）

射程距離は比較的短いが、優れた連射力を持つ（公式説明）
中近距離が得意な武器で連射の速度が速いが単発の威力はARに比べると低め。バリア破壊などダメージではなく命中回数で効果が得られる際に有効。操作タイプは 通常型。
- マシンガン（略：MG）

弾数が多く連射力が高いため、押し寄せる敵を相手にするときに効果的（公式説明）
ARとほぼ同じ運用方法だが1マガジンの弾数が多い為長時間射撃を続けることが出来る。立て続けに行動妨害のターゲットが出るときなどは続けて破壊できるため重宝するがリロード時間が長く射撃の再開時は連射速度が遅い。撃ち続けることで連射速度が上がっていく仕組みなので敵がいないタイミングでも撃ち続けて止めない方がダメージ効率がいい場合がある。操作タイプは 通常型。
- スナイパーライフル（略：SR）

射程距離が長く精密な射撃ができるため、敵の特定部位を狙うことができる（公式説明）
遠距離に強い狙撃武器。操作時にはスコープを覗いている状態で狙っている箇所が拡大表示されるため細かいターゲットを狙う事が出来る。貫通属性を持つ武器やスキルが用意されておりバリアを貼っている敵にもバリアを貫通してダメージを通すことが出来るものもある。操作タイプは チャージ型。
- ロケットランチャー（略：RL）

広い範囲を攻撃するため、密集している敵を相手にする時に効果的（公式説明）
命中個所から一定範囲にダメージを与えるので敵が集中している、破壊可能部位が集中している場合に有効。逆に単体の敵相手には効果を発揮しきれない。デメリットとして、リロード時間がMG並に長い、弾速が遅いので着弾までに敵が動いてしまう、など。操作タイプは チャージ型。

### ニケとスキル
各ニケには、2つの通常スキルとバーストスキルの合計3つのスキルが設定されている。通常スキル（パッシブ）は、自動的に発動したり、攻撃を命中させるなどすることで発動させられる。バーストスキル（アクティブ）は非常に強力だが、発動には、戦闘中にラプチャーへ一定以上の攻撃を行って「バーストゲージ」を貯める必要がある。どちらのスキルにも次回発動までのクールタイムが設定されている場合があり、クールタイム中は条件を満たしても発動できない。バーストスキルの発動を自動にしている場合は発動条件を満たした中で優先度が高い物から自動的に選択されるため、発動の順番を任意にしたい場合は優先度を考慮して配置を考える必要がある。
これらのバーストには段階が存在し、ニケによってI ～ IIIまで割り当てられている。バーストはこの段階に従って発動する必要がある。いきなりIIIのバーストを発動させるといったことはできず、I→II→IIIといった具合に順番通りに発動しなければならない。そのため、部隊編成はI,II,IIIのニケをそれぞれ1体以上組むのが基本である。また同じ段階のニケが複数編成されている場合は編成で左側から優先順位が高い。
ニケによっては自身の段階を引き続き発動できるスキルを持つものもおり、その場合は例外的に I→I→II→III のように変則的な発動になるケースも存在する。またすべての段階で発動可能な性能のニケもおり、その場合は優先順位のルールで発動できる順番が回ってきたら段階に関係なくいつでも発動できる。

### 戦闘
戦闘は5体のニケが同時に戦闘を行う。その中でプレイヤーは1体のニケを手動で操作することができ、操作対象はいつでも変更可能。残りのニケはプレイヤーの指示に応じて攻撃や防御、またはスキルでの支援を行う。
プレイヤーが行える操作は大きく分けて3つ。
- 1:射撃

遮蔽物から身を乗り出し攻撃を行う。
操作対象になっているニケの照準を動かす。照準がラプチャー(敵)重なり合うと、自動的に射撃される。
ミサイルの迎撃や、特定個所の集中攻撃による相手の攻撃の阻止なども可能。
- 2:ハイド(防御)

遮蔽物に身を隠し、相手の攻撃をやり過ごす。
高ダメージの攻撃を回避するために、プレイヤーはニケにハイドをさせることができる。
ハイド中、ニケは自動的にリロードを行う。
- 1:ニケを操作中に画面から手を離す

操作中のニケが自動的にハイド状態になる。
- 2:画面下のアイコンから、操作中のニケをタップする。

部隊全体がハイド状態になる。相手が回避困難な広範囲攻撃を行う際に利用する。
- 3:バースト発動

ラプチャーに対して一定以上の攻撃を行ってバーストゲージを貯めると、バーストを発動することができる。
バーストはI型ニケから順に発動し、III型のバーストを発動すると、「フルバースト」状態になる。
フルバースト中、以下の効果が部隊の全ニケに適用される。
- 与ダメージの増加
- 射撃位置の統合

フルバースト中、プレイヤーが合わせた照準位置をすべてのニケが狙うようになる
射撃とバーストを組み合わせ、強大なラプチャーを撃破していくのが、NIKKEにおける戦闘の基本的な流れである。

## 登場人物

### 主要登場人物
指揮官
本作の主人公。
ラピ（声優 - 石川由依） / エリシオン
- 基本タイプ【SR】：灼熱/AR/火力/III型

本作におけるシンボルキャラクター。ニケという存在について悩むシリアスな問題児。カウンターズ部隊所属のニケで、個性あふれるメンバーの中でバランスを取っている。基本的に不愛想で感情を表に出すことはないが、親密になった相手には優しい口調になる。
アニス（声優 - 岡咲美保）/ テトラ
- 基本タイプ【SR】：鉄甲/RL/防御/II型

絶望的な世界で生き抜くすべを知ってしまった少女。真面目なラピと天然なネオンをつなぐ、カウンターズ部隊のムードメーカー。明るく活発な性格で部隊のムードメーカー的存在だが、仲間たちとは親しくなりすぎないようにしている。
- スパークリングサマー【SSR】：電撃/SG/支援/III型

ついに秘蔵の水着を身に着けたアニス。今度こそすべてを手に入れるはず。海での時間も、大切な人との時間も。
ネオン（声優 - 日高里菜）/ エリシオン
- 基本タイプ【SR】：灼熱/SG/支援/I型

火力至上主義。この時代に活きる真の火力マニア。カウンターズ部隊所属で、彼女がスパイだという事は公然の秘密。火力主義者。趣味を見つければ人間らしさを保てると信じている。
- ブルーオーシャン【SSR】：水冷/MG/火力/III型

海という新しい環境で、火力に水力を足したハイブリッドの道を行くことになったネオン。水力訓練にしろバカンスにしろ、何につけてもベストを尽くす熱血少女。
マリアン（声優 - 花澤香菜） / エリシオン
誰に対しても親切で優しい。他人のために自分が持つものを躊躇せず犠牲にすることができる、利他心の塊のようなニケ。
マリアンのこのような性格が効して、彼女には敵がいない。皆、マリアンのことが好きだ。
傷一つない完璧な利他心が、この世界で美徳であるのか弱点であるのかは、誰もはっきりと答えることはできない。
モダニア（声優 - 花澤香菜 ）/ ピルグリム
- 基本タイプ【SSR】：灼熱/MG/火力/III型

純粋で優しい人類の裏切り者。クイーンの精鋭と呼ばれるヘレティックの一人。
レッドフード（声優 - 日笠陽子）/ ピルグリム
- 基本タイプ【SSR】：鉄甲/SR/火力/特殊

ゴッデス部隊に最後に合流したフェアリーテールモデル。レトロな音楽をよく聴いており、豪快でサバサバした性格のニケ。赤い髪、赤いマフラー、赤いコートが印象的。

### カウンターズ
士官学校を卒業したばかりの新人指揮官が担当することになった寄せ集めの部隊。前哨基地で様々な作戦を遂行する。ラピ、アニス、ネオン、マリアンについては上記の「主要登場人物」を参照。

### タレント
中央政府の勧告で結成された商人連合部隊。各分野の有能な事業化たちで構成されており、アークの経済活性化に向けて様々な活動をしている。
ルピー（声優 - 白石晴香） / テトラ
- 基本タイプ【SSR】：鉄甲/AR/火力/II型

陽気な買い物依存症。買い物の楽しさを伝えるため、オンラインショッピングモールと通販チャンネルを運営している。タレント部隊の人気スター。
- ウィンターショッパー【SSR】：電撃/AR/防御/I型

冬を迎え、みんなにプレゼントを渡して元気づけるため、サンタに変身したルピー。15年ぶりに訪れたホワイトクリスマスを記念して、忙しい１日を送っている。
ヤン（声優 - 愛美） / テトラ
- 基本タイプ【SSR】：灼熱/RL/支援/I型

関西弁で話すベテラン商売人。生まれ持った手腕で大型スーパーのチェーン経営に成功している。タレント部隊を人々に知らしめた立役者。
ドラー（声優 - 佐倉綾音）/ テトラ
- 基本タイプ【SSR】：風圧/SR/支援/II型

有能な企業家。巨大な闇取引サイトの超重要顧客という噂がある。タレント部隊でブレイン役を担っている。

### トライアングル
アークの危険をコントロールする部隊。中央政府軍を代表し、アークの内部を守る。彼女たちがニケだということは公には知られていない。
ユルハ（声優 - 山下七海） / テトラ
- 基本タイプ【SSR】：灼熱/SR/火力/III型

仕事漬けで疲れ果てている会社員。トライアングル部隊の頼もしいリーダーだが、なぜか周りの人々からは鬼と呼ばれている。
プリバティ（声優 - 竹達彩奈） / エリシオン
- 基本タイプ【SSR】：水冷/AR/火力/III型

素っ気ないふりをして仲間を気遣う事が得意な少女。トライアングル部隊所属のエースとして活躍している。
気難しい事で有名で、所属部隊では姫様と呼ばれている。ラピをライバルだと思っている。お嬢様のように気位が高く、落ち着いた性格になろうと努力するが、思い通りにならない。すぐにカッとなってしまうが、同じ部隊の仲間の事を大切に思っている。彼女がニケであることを知らない部隊員たちがニケを怪物呼ばわりするたびに傷つき、その喪失感に苦しんでいる。
アドミ（声優 - 内田真礼） / ミシリス
- 基本タイプ【SSR】：風圧/SR/支援/II型

軍隊の中で大人になるのが早すぎたトライアングル部隊の少女。ネコが好き。

### アンリミテッド
極寒地帯を開拓して守る特殊運用軍。道に迷って極寒地帯に来てしまったニケたちを救助し、アークへと導く任務を担っている。
ルドミラ（声優 - 加隈亜衣） / テトラ
- 基本タイプ【SSR】：水冷/SMG/防御/I型

北の極寒地帯で迷子になったニケを助けているアンリミテッド部隊所属のニケ。彼女が触れる機械は全て・・・
- ウィンターオーナー【SSR】：水冷/MG/火力/III型

雪見温泉のオーナーになったルドミラ。淡く光る明かりで道に迷った人々の道を照らす案内人になってくれる。
アリス（声優 - 羊宮妃那）/ テトラ
- 基本タイプ【SSR】：灼熱/SR/火力/III型

世界を少し違った視線で見つめるかわいい妄想家。アンリミテッド部隊でウサギさんを探し回ってる。
- ワンダーランドバニー【SSR】：水冷/SMG/支援/I型

偶然バニーの衣装を着ることになったアリス。コインラッシュでたくさんのウサギさんと出会い、幸せな時間を過ごす。
トーブ（声優 - 若山詩音）/ ミシリス
- 基本タイプ【SSR】：水冷/AR/支援/I型

度重なる装備の故障が唯一の短所だったアンリミテッド部隊のメカニックとして、追加で配備された新人ニケ。知識は豊富だが実践したことはなく、いつも失敗ばかり。しかし明るい性格と新人らしい情熱で彼女なりにゆっくりと部隊に適応している。
ネヴェ（声優 - 日笠陽子）/ テトラ
- 基本タイプ【SR】：水冷/SG/火力/III型

ホッキョクグマを探し求めるアンリミテッド部隊所属のニケ。ホッキョクグマを見つけるには、彼らの行動方式にならうべきだという主張のもと、よく冬眠している。

### インフィニティレール
アーク内の鉄道運用部隊。列車の護衛だけではなく、列車の運行と修理も担当している。
ディーゼル（声優 - 高橋李依）/ エリシオン
- 基本タイプ【SSR】：風圧/MG/防御/II型

インフィニティレール部隊のリーダー。いつもイチゴキャンディを持ち歩き、迷子の乗客を案内する親切な乗務員。
愛想がよくいつも笑顔で他人と接している。ふざけているような仕草をみせるが、実は気配り上手である。
ブリッド（声優 - 上田瞳）/ エリシオン
- 基本タイプ 【SSR】：水冷/AR/火力/III型

ワーカホリックかつ完璧主義者で、インフィニティレール部隊で機関士として働いている。彼女の運転の腕前はアークで断トツである。
ソリン（声優 - 水瀬いのり）/ エリシオン
- 基本タイプ【SSR】：鉄甲/SMG/火力/III型

インフィニティレール部隊で乗客を率いるちびっ子乗務員。有能に見られたいからいつも大人になりたがっている。いつも自信満々だが、隙の多い見栄っ張り。

### イージス
海上戦に備え、特別に組織された海軍部隊。舞台内のニケは全員泳ぐことができ、対ラプチャー用戦艦であるアドマイヤ―号を保有する。しかし地下に位置するアークに海などあるはずがなく、プールにアドマイヤ―号を浮かべ、訓練ばかりしているため、皆から鼻で笑われている。
ヘルム（声優 - 井上麻里奈）/ エリシオン
- 基本タイプ【SSR】：水冷/SR/火力/III型

イージス部隊のリーダー兼水陸両用万能戦艦アドマイヤ―号の艦長でもある。一日も早く海に出て戦功を挙げる日を待ち望んでいる。
- アクアマリン【SSR】：鉄甲/AR/火力/II型

ブルーウォーターアイランドの探索に乗り出したヘルム。寄付された水着の上に制服を羽織るという怪しい恰好だが、なぜか拍手を送りたくなってしまう。
マスト（声優 - 広橋涼）/ エリシオン
- 基本タイプ【SSR】：電撃/SMG/支援/II型

幼い頃に「カスピアンの海賊」という映画を観て海に憧れを抱くようになったニケ。本当は海賊になりたかったが、アークには海軍部隊しかないと知り挫折する。それでも持ち前の明るさを失わず、船の雰囲気を盛り上げてくれるムードメーカー。
アンカー（声優 - 新田ひより）/ エリシオン
- 基本タイプ【SR】：風圧/RL/防御/I型

海洋生物を愛するイージス部隊のニケ。体中に高性能レーダーが搭載されており、アドマイヤ―号の運航と戦闘に大きく貢献している。

### マイティツールズ
建設支援部隊。アーク内のいかなる建設現場でも拒まず支援する、万能な働き手部隊だと言われている。
リター（声優 - 井口裕香）/ ミシリス
- 基本タイプ【SSR】：鉄甲/SMG/支援/I型

マイティツールズ部隊のリーダー。見かけによらず長い年月を生きてきた。建築に関する能力は、現存するニケの中でトップクラスに入る。
センチ（声優 - 小松未可子）/ ミシリス
- 基本タイプ【SSR】：鉄甲/RL/防御/II型

とてつもない腕力を持つ職人で、何事にも誠実に取り組んでいる。事実上、マイティツールズの実務担当。リターの弟子であり、彼女を尊敬していてノウハウを学ぶことに没頭している。

### A.C.P.U.
機動巡察部隊。アーク内の治安を守っている。ニケだという事実は公には知られていない。
ポリ（声優 - 前田佳織里）/ エリシオン
- 基本タイプ【SSR】：水冷/SG/防御/II型

アークの警察、A.C.P.U.部隊のリーダー。見た目も性格もイヌのようで、ちょっと抜けてる部分もあるけれど、仕事においては有能でプロフェッショナル。
ミランダ（声優 - 堀江由衣）/ エリシオン
- 基本タイプ【SSR】：灼熱/SMG/支援/I型

未熟だがやる気にあふれるA.C.P.U.部隊所属のニケ。警察を観察中の秘密監視官という事実は、公然の秘密だ。
キリ（声優 - 川口莉奈）/ エリシオン
- 基本タイプ【SSR】：風圧/RL/支援/III型

A.C.P.U.部隊所属のニケ。行政業務の対応力は優れているが、ニケなのになぜか目が悪く、意図せず多くのトラブルを起こしている。

### スカウティング
地上の危険感知部隊。任務の際に先頭に立つため、通信や捜索、警戒などに有能な偵察部隊だ。
デルタ（声優 - 花守ゆみり）/ エリシオン
- 基本タイプ【SR】：風圧/SR/防御/II型

スカウティング部隊のリーダー。タクティカルな動きを見せる模範的な軍人。
シグナル（声優 - 佐藤聡美）/ エリシオン
- 基本タイプ【SSR】：灼熱/SMG/火力/II型

ロマンス系のドラマが大好きで、愛に対する幻想を抱いている。スカウティング部隊の有能な通信兵。

### エクスターナー
特殊鎮圧隊。イレギュラーを武力で制圧する任務を遂行している。存在は秘密とされていて、ニケたちの間でも怪談のように噂されている。
ギロチン（声優 - 小清水亜美）/ エリシオン
- 基本タイプ【SSR】：電撃/MG/火力/III型

エクスターナー部隊所属。自分だけの世界に浸っている孤独な運命を持つ少女。眼帯の下にきらめくまなざしは何を見つめているのか？
- ウィンタースレイヤー【SSR】：電撃/AR/火力/III型

ホワイトアイスドラゴンが「冬の呪い」をかけ常に吹雪が吹く世界で、危機に陥った春の国を救うため、ギロチンが勇者になり仲間を集めて冒険をする。
メイデン（声優 - 堀江由衣）/ エリシオン
- 基本タイプ【SSR】：電撃/SG/火力/III型

とても目立つ格好をしたエクスターナー部隊所属のニケ。彼女のマスクの下には、とてつもない秘密が隠されている。
- アイアンローズ【SSR】：電撃/RL/防御/III型

勇者ギロチンの最初の仲間。「アイスローズ」と呼ばれている。ホワイトアイスドラゴンを倒すための冒険で勇者一行が正しい道に進めるよう手助けをしている。

### アブソルート
エリシオン最強の部隊。伝説であり、ベテラン中のベテラン。所属ニケが破壊されたまま帰還した事は一度もなく、奇跡の部隊と言われている。
ウンファ（声優 - 千本木彩花）/ エリシオン
- 基本タイプ【SSR】：灼熱/SR/火力/II型

アブソルート部隊の傲慢で冷静なリーダー。彼女特有の完璧主義さで、アブソルート部隊を最強の地位に押し上げた。
エマ（声優 - 能登麻美子）/ エリシオン
- 基本タイプ【SSR】：灼熱/MG/支援/I型

アブソルート部隊のお姉さん。あふれる思いやりで仲間たちを包み込む。たまに抜けている面もある。
ベスティ（声優 - 釘宮理恵）/ エリシオン
- 基本タイプ【SSR】：水冷/RL/火力/III型

泣き虫で怖がりな気の弱い少女。しかし、実は最強と呼ばれるアブソルート部隊のエースメンバー。

### シージベリラス
アークと人類に害を及ぼす「人間」を暗殺するために作られた秘密部隊。「ジャッジス」という機関によりターゲットが決められた後、担当ニケが「事実」に対する調査を行い、その後暗殺するかどうかが決定される。もし担当ニケの判断が間違っていた場合、そのニケの命で償う事になっている。
D（声優 - 山根綺）/ エリシオン
- 基本タイプ【SSR】：風圧/SMG/火力/III型

シージベリラス部隊のリーダー。世界を良い方向へ導けるなら、断固として悪を排除すると語るニケ。仕事の際は言葉巧みに演技をすることも。
- キラーワイフ【SSR】：灼熱/SR/支援/I型

ターゲットの情報を得るために、若い妻に変装したD。優しく素直な妻役を完璧に演じている。

### M.M.R.
ミシリスの技術力を借りて運営する中央政府軍のアーク兵器開発部署。正式名称はMissillis Military Research Centerで、略称はM.M.R.である。
エーテル（声優 - 千本木彩花）/ ミシリス
- 基本タイプ【SR】：電撃/SG/防御/I型

化学は人類のために、この言葉のためなら、如何なる実験にも挑戦するマッドサイエンティスト。M.M.R.部隊で生命工学を担当している。

### アカデミア
M.M.R.附属高校の可能性を見て、エリシオンが制作した教育に特化したニケ部隊。地上奪還のために、優秀なニケを教育するという役割を担っている。
マルチャーナ（声優 - 稲垣好）/エリシオン
- 基本タイプ【SSR】：鉄甲/SG/支援/II型

M.M.R.附属高校の先生で、理性的な完璧主義者。黒いロングポニーテールと軍服のようなファッションが特徴。着用しているへそピアスには、生徒に緊急事態が発生した際、適切な判断の手助けをする役割がある。生徒たちにいい教育を提供すべく絶えず努力している。かわいいものが大好きで、少女のような一面も持つ。

### ダージリンパール
M.M.R.附属高校の最終学年の生徒で構成された部隊。激しい競争を勝ち抜いて最終学年になっただけあり、抜群の能力を誇る。
ナガ（声優 - 直田姫奈）/ ミシリス
- 基本タイプ【SSR】：電撃/SG/支援/II型

最終学年の生徒で、ダージリンパール部隊の精神的リーダー。忘れ物が多いティアの面倒を見る、お姉ちゃん的存在。普段は大人っぽいが、気に入ったアクセサリーを見つけるとうっかり衝動買いをしてしまう面もある。
ティア（声優 - 大久保瑠美）/ ミシリス
- 基本タイプ【SSR】：鉄甲/RL/防御/I型

最終学年の生徒で、ダージリンパール部隊所属のニケ。甘いスイーツには本気を出す美食家。いつか本物のドラゴンに会って、願い事をするのが夢。

### スクールサークル
後天的な教育でニケたちの性能を向上させるために作られたM.M.R.附属高校の学生たち。優秀な成績を収めた生徒が放課後に集まって実践を体験するため作られた。
ライ（声優 - 田中あいみ）/ テトラ
- 基本タイプ【SSR】：水冷/SMG/防御/I型

M.M.R.附属の高校に在学中の幼児体形の３年生。子供っぽい、幼く見えると言われることを一番嫌うが、性格や好みは紛れもなく子ども。先輩だという自覚はあり、後輩の面倒を見ようと努力する方である。
アイン（声優 - 小鹿なお）/ ミシリス
- 基本タイプ【SSR】：電撃/SR/火力/III型

M.M.R.附属高校に通うファッションデザインに関心のある１年生。授業中に携帯電話を触ったり居眠りしたりするなど不良で気難しいように見えるが、先輩のツバイとライを誰よりも大切に思っている思いやりのある少女。
ツバイ（声優 - 花宮初奈）/ エリシオン
- 基本タイプ【SSR】：電撃/SG/支援/I型

M.M.R.附属高校に通う真面目で落ち着いた性格の優等生。特に夢も無いので、まずは与えられた環境で最善を尽くしているところ。落ち着いていて冷静に見えるが、いつも目立たないようにライとアインを気遣ったりしている。

### エレクトリックショック
電子機器の研究開発を専門とする部隊。M.M.R.と協力して様々な電子機器を開発し、アークのインフラ拡張に大きく貢献した。
エレグ（声優 - 伊藤彩沙）/ ミシリス
- 基本タイプ【SSR】：電撃/MG/支援/II型

エレクトリックショック部隊所属のニケ。電子製品の動力源に関する専門家。趣味はディスプレイがついている機械にレトロゲームの名作FPS「BOOM」をインストールすること。
トロニー（声優 - 藤田茜）/ ミシリス
- 基本タイプ【SSR】：灼熱/SR/火力/III型

エレクトリックショック部隊所属のニケ。電気電子工学分野の先駆者。社会性が低く、他のニケとの交流に困っている。

### ワードレス
ラプチャー捕獲のために作られた特殊運用軍。地上にいるラプチャーをなるべく穏便に捕獲し、アークの研究員たちに渡している。
ユニ（声優 - 諸星すみれ）/ ミシリス
- 基本タイプ【SSR】：灼熱/RL/防御/II型

加虐的な趣向の少女。他者の感覚をコントロールする能力を持ち、相手に苦痛を与えることでコミュニケーションを取る。所属はワードレス部隊。
ミハラ（声優 - 田村睦心）/ ミシリス
- 基本タイプ【SR】：水冷/AR/火力/III型

清楚な顔をしたマゾヒスト。苦痛を媒介にして、生きていることを実感する。ワードレス部隊所属で、仲間のユニとは大の仲良し。

### マスターハンド
中央政府軍の儀仗隊。地上の音楽を守り、アークの文化を盛り上げるために音楽家として活動している。
ジュリア（声優 - 佐倉綾音）/ ミシリス
- 基本タイプ【SSR】：鉄甲/AR/火力/III型

音楽の道を歩んでいるバイオリニスト。マスターハンド部隊所属で、彼女の感情は音楽という言語で伝えられる。

### ボタニックガーデン
アーク内の庭園で植物を管理する部隊。地上から運んだ植物を、専用の庭園で管理している。
フローラ（声優 - 遠藤綾）/ ミシリス
- 基本タイプ【SSR】：電撃/MG/支援/II型

ボタニックガーデン部隊所属のニケ。アーク内の庭園で植物、特に花の管理をしている。庭園の花に名前を付け会話をするなど、彼女だけの方法で愛を表現する。

### プロトコール
中央戦略情報局所属の部隊。アーク内の情報収集任務を担う。その手段は自分の足で駆け回るか、ハッキングだ。
エクシア（声優 - 上坂すみれ）/ テトラ
- 基本タイプ【SSR】：電撃/SR/支援/I型

プロトコール部隊所属の天才ハッカー。ゲームにも精通しており、どんなゲームをプレイしてもランキング１位を逃さない。
ノベル（声優 - 本渡楓）
- 基本タイプ【SSR】：鉄甲/SMG/防御/II型

シャーロック・ホームズに憧れている私立探偵。事件がある所ならどこにでも駆けつける、好奇心旺盛な少女。プロトコール部隊所属だが、機械の扱いは苦手。

### ベストセラー
地上と人類の文化や歴史を保存し、アークの歴史を記録するために作られた部隊。地上で発見された遺失物や紙で作られた本を保管し、本の製作も行っている。
ファントム（声優 - 平田宏美）/ エリシオン
- 基本タイプ【SSR】：水冷/AR/火力/III型

昼はアークで最も大きな図書館で司書として働き、夜は正義のために悪者を罰する怪盗になる。自分では怪盗の活動をうまく隠せていると思っているが、ほとんど公然の秘密となっている。

### リコール＆リリーズ
記憶制御室所属。ニケの記憶をどこまで扱えるか確認するために作られた。所属ニケは周期的に記憶を消去されている。
N102（声優 - 佐藤聡美）/ ミシリス
- 基本タイプ【SR】：水冷/RL/支援/I型

リコール＆リリーズ部隊所属のニケ。明るく元気で純粋だが、どこか虚しさが感じられる。
- ミラクルフェアリー【SSR】：風圧/RL/支援/II型

ルピーからのプレゼントを受け取り、冬の妖精に生まれ変わったエヌ。ルピーの明るさの影響を受け、前よりもポジティブな姿を見せる。

### プリマドンナ
テトラが運用している人気歌手たちによる部隊。それぞれ担当する分野で絶大な影響力を振るう大物たちであり、大衆文化に対する浸透力もすさまじいため中央政府の特別管理対象となっている。
アリア（声優 - 小林ゆう）/ テトラ
- 基本タイプ【SSR】：水冷/MG/火力/II型

プリマドンナ部隊所属のオペラ歌手。主演を務めない舞台はなく、観客からスタンディングオベーションを受けるオペラ界の生きた伝説。
ノイズ（声優 - 南條愛乃）/ テトラ
- 基本タイプ【SSR】：電撃/RL/支援/I型

何事にも最善を尽くすシンガーソングライター。「DIVA」という曲がヒットし、一躍スターとなった。所属はプリマドンナ部隊。
ボリューム（声優 - 五十嵐裕美）/テトラ
- 基本タイプ【SSR】：風圧/SMG/火力/I型

いつも世間を騒がせているプリマドンナ部隊所属のヒップホップ歌手。派手な行動と、礼儀知らずと感じられるほどにマイペースな性格が特徴。

### カフェ・スウィーティー
テトラで特別運営している万屋部隊。普段はカフェにいて依頼を受けているため、彼女たちが万屋だということはあまり知られていない。
プリム（声優 - 石原夏織）/ テトラ
- 基本タイプ【SSR】：鉄甲/SR/支援/I型

カフェ・スウィーティー部隊のリーダー。かなりの怠け者だが、だからこそ最も効率的なやり方を追求する。販売しているコーヒーはプリムコーヒー。
シュガー（声優 - 川澄綾子）/テトラ
- 基本タイプ【SSR】：鉄甲/SG/火力/III型

バイクに乗って疾走することを楽しむスピードマニア。カフェ・スウィーティー部隊でシュガーコーヒーを販売している。
ミルク（声優 - 田村睦心）/ テトラ'
- 基本タイプ【SSR】：水冷/SR/火力/I型

カフェ・スウィーティー部隊でミルクコーヒーを販売している、好戦的で殺伐とした少女。誰かと敵対する状況を楽しむ格闘マニアでもある。

### メイド・フォー・ユー
テトラが人類の生活の質の向上のために作った、家事支援用の生活補助部隊。掃除、料理、洗濯などそれぞれ専門とする分野を担当し、アーク市民なら誰でも彼女たちを派遣してほしいと申し込むことが出来る。
ココア（声優 - 久野美咲）/ テトラ
- 基本タイプ【SSR】：灼熱/SR/支援/I型

メイド・フォー・ユーでみんなから可愛がられる末っ子でありメイド長。自分なりにプロ意識をもってメイドの仕事に取り組んでいる。
エード（声優 - 安野希世乃）/ テトラ
- 基本タイプ【SSR】：風圧/AR/支援/II型

メイド・フォー・ユー部隊所属。落ち着きがあり、奥ゆかしくて親切な、まさに完璧なメイド。
ソーダ（声優 - 小原好美）/ テトラ
- 基本タイプ【SSR】：灼熱/MG/支援/I型

いつも太陽のように明るく笑っているメイド・フォー・ユーの家事担当メイド。失敗する時もあるけれど、みんなを幸せにするソーダ―の笑顔は消えない。
- トゥインクルバニー【SSR】：鉄甲/SG/火力/III型

テトラゴールデンチップ争奪戦に参加するためにバニーの服を着たソーダ。この服が幸運をもたらしてくれるかどうかは分からないが、メイド・フォー・ユーのためにベストを尽くす。
プリバティ（声優 - 竹達彩奈）/ エリシオン
- アンカインド・メイド【SSR】：電撃/SG/火力/III型

やむを得ない事情により、メイド・フォー・ユー部隊でメイドとして働く事になったプリバティ。メイドの仕事は不慣れで恥ずかしいが、責任感だけはプロメイドに引けを取らない。

### ライフトニック
テトラが特別に運営している生活体育部署。戦闘よりも人類の生活の質を高めることに目的を置いている。
フォルクヴァン（声優 - 白石晴香）/ テトラ
- 基本タイプ【SSR】：水冷/AR/防御/II型

ライフトニック部隊のスポーツ選手。暑がりで、いつも汗を流しているが明るいエネルギーを失わない。
エピネル（声優 - 内田真礼）/ ミシリス
- 基本タイプ【SSR】：風圧/SMG/火力/III型

ボードトリックの達人。クールな性格で若者から絶大な人気を集め雛子ている。所属はライフトニック部隊。
ルマニ（声優 - 高橋雛子）/ テトラ
- 基本タイプ【SSR】：灼熱/RL/防御/I型

ライフトニック部隊に所属するニケ。人類の筋力向上およびボディメイクを担当している。簡単に言えばジムのインストラクター。大手ジム「ボディＸボディ」の代表インストラクターで、多くの会員を抱える人気スター。

### リワインド
スポーツ競技やフェスティバルでチアリーディングをする部隊。自分たちの力強い応援がアーク中に広まることを願っている。応援は変化をもたらすと信じている。
ベイ（声優 - 芹澤優）/ テトラ
- 基本タイプ【SSR】：灼熱/RL/防御/II型

アークのチアリーダーチーム、リワインド部隊のリーダー。視線恐怖症だが、誰かを応援し、励ます時だけは情熱的になる。
クレイ（声優 - 鈴木みのり）/ テトラ
- 基本タイプ【SSR】：電撃/SMG/支援/II型

アークのリアリーダーチーム、リワインド部隊にあとから合流した新人メンバー。ベイを尊敬し、憧れている。かなりのリズム音痴だが、観客を盛り上げる明るさだけは誰にも負けない。

### セラフィム
テトラで運営中の医療支援部隊。有能で親切な医療関係者で構成されている。
メアリー（声優 - 戸松遥）/ テトラ
- 基本タイプ【SSR】：水冷/SG/支援/I型

実力のある、思いやりにあふれる有能な医師。セラフィム部隊で白衣の天使と呼ばれているが、言うことを聞かない患者には・・・
- ベイゴッテス【SSR】：水冷/SR/支援/I型

休暇でも治療をやめない「白衣の天使」。その優しく気遣いのある笑顔の裏には、誰も知らない秘密があった。
ペッパー（声優 - 鬼頭明里）/ ミシリス
- 基本タイプ【SSR】：風圧/SG/支援/I型

持ち前の明るさで患者を支える、セラフィム部隊のビタミンのような医師。多くの人から病院のアイドルとしてかわいがられている。

### ハッピーズー
アークの動物をすべて管理している部隊。動物に関することには誰よりも情熱を注ぎ、献身的。地上を奪還して自然の中で人間と動物が一緒に遊び回る日が来ることを切実に願っている。
ネロ（声優 - 竹達彩奈）/ テトラ
- 基本タイプ【SSR】：灼熱/SMG/防御/II型

アークの動物を管理する部隊、ハッピーズー所属のニケ。ネコの世話をしており、性格も見た目もネコそっくり。物静かな性格だが、気が弱かったり人見知りをするわけではない。
ビスケット（声優 - 長縄まりあ）/ テトラ
- 基本タイプ【SSR】：電撃/RL/支援/II型

アークの動物を管理する部隊、ハッピーズー所属のニケ。動物とコミュニケーションが取れるため、迷子の動物を連れてくることやどこかで虐待されている動物を救うこともある。
レオナ（声優 - 佳村はるか）/ テトラ
- 基本タイプ【SSR】：水冷/SG/支援/II型

アークの動物を管理する部隊、ハッピーズー所属のニケ。ライオンやトラなどの猛獣を管理している。ティミと呼ばれる怖がりなライオンと大の仲よし。

### 777
アークで最も大規模なゲームセンター「コインラッシュ」に勤務している部隊。運試しに訪れる市民のために最高のサービスを提供している。
ブラン（声優 - 徳井青空）/ テトラ
- 基本タイプ【SSR】：風圧/AR/防御/II型

777部隊所属のニケであると同時にコインラッシュの看板娘。自分がバニーガールであることが嬉しく、自分のショーを見た人が楽しんでくれることを誇りに思っている。恥ずかしがり屋の姉・ノワールとは違い、ブランは社交的でやる気に満ち溢れている。
ノワール（声優 - 久保ユリカ）/ テトラ
- 基本タイプ【SSR】：風圧/SG/火力/III型

777部隊所属のニケであると同時にコインラッシュの看板娘。白いバニーガールのブランとは双子の姉妹で、ノワールが姉。自身は恥ずかしがり屋なため、堂々としていて自信満々なブランのことを大切にしており、誇りに思っている。
ルージュ（声優 - 森なな子）/ テトラ
- 基本タイプ【SSR】：電撃/SR/支援/I型

777部隊所属のニケであると同時にコインラッシュのゲームマスター。普段は非常に優秀で、親切である。しかしいろいろなジンクスを持っており、運に見放されることを心配している。

### リトルキャノン
強い火力を誇る砲兵隊。ラプチャーたちから施設を守り、安全が確保されたら本部に伝える役割を担っている。
ベロータ（声優 -  ファイルーズあい）/ テトラ
- 基本タイプ【SR】：電撃/RL/火力/II型

リトルキャノン部隊所属のリーダー。愛きょうがあってずる賢く、意地悪なイタズラでみんなをからかっている。
ミカ（声優 - 愛美）/ テトラ
- 基本タイプ【SR】：風圧/RL/支援/I型

純粋で天然な子ども。唯一の友達であるベロータにべったり。リトルキャノン部隊所属のニケ。
- スノーバディ【SSR】：鉄甲/SMG/支援/I型

雪見温泉で仕事を手伝うことになったミカ。重く堅苦しい衣装を脱ぎ捨て、身軽な服装になった。

### エキゾチック
アークの外縁部、貧民街であるアウターリム出身者で構成されたギャング部隊。構成員全員が首にチョーカーをつけている。もしもの際に内蔵された爆弾を爆発させるためだ。公式には中央諜報管理室所属となっている。
クロウ（声優 - 雨宮天）/ ミシリス
- 基本タイプ【SSR】：灼熱/SMG/防御/III型

エキゾチック部隊のリーダーで、無法地帯アウターリム出身。冷静さの裏に狂気を隠した、いつ爆発するかわからない時限爆弾のような存在。
バイパー（声優 - 楠木ともり）/ テトラ
- 基本タイプ【SSR】：水冷/SG/火力/II型

エキゾチック部隊の作戦参謀。口が上手く、色気を武器にアウターリムの人間たちを意のままに操っている。
ジャッカル（声優 - 洲崎綾）/ ミシリス
- 基本タイプ【SSR】：鉄甲/RL/防御/I型

エキゾチック部隊所属のニケ。クロウの忠犬。クロウに頼まれれば、何にでも飛びつく準備が出来ている。

### アンダーワールドクイーン
テトラで「日陰」と呼ばれるアークの闇を制御するために作られた部隊。アーク裏社会の三大組織、清明会、牡丹会、ヘッドニアのボスで構成されている。
サクラ（声優 - 小林沙苗）/ テトラ
- 基本タイプ【SSR】：灼熱/SR/支援/I型

アンダーワールドクイーン部隊のニケであり、保守的なヤクザの組織である清明会の若き当主。清く明るいという組織の名にふさわしく、道理にかなった組織へと導くために努力し、原則を重んじる。
- ブルーム・イン・サマー【SSR】：風圧/AR/火力/III型

水着になった清明会の当主。グラビア写真を撮りにサンゴ島へ。この夏、彼女は欲しいものをすべて手にするために行動する。
ロザンナ（声優 - 長谷川育美）/ テトラ
- 基本タイプ【SSR】：電撃/MG/火力/I型

裏社会の巨大組織・ヘッドニアのボス。アンダーワールドクイーン所属のニケの中でも「暴力は暴力で治める」というモットーを最も赤裸々に見せてくれる人物。ただし、自分のテリトリーにいる人々だけは徹底的に守る。
- シックオーシャン【SSR】：風圧/AR/支援/II型

水着になったヘッドニアのボス。マスタングの依頼でグラビア写真を撮りに地上へ。彼女らしい大胆なデザインの水着姿を見ることが出来る。
モラン（声優 - 依田菜津）/ テトラ
- 基本タイプ【SSR】：電撃/AR/防御/I型

アークの裏社会を管理しているアンダーワールドクイーン所属のニケ。牡丹会という小さな組織を率いている。仁義に生きる人情派。

### メティス
戦闘のためだけに作られた部隊。ミシリス最高の技術力を終結させたニケたちで、世間ではヒーローと呼ばれている。
ラプラス（声優 - 加隈亜衣）/ ミシリス
- 基本タイプ【SSR】：鉄甲/RL/火力/III型

ミシリス最強の部隊メティスのリーダー。自他ともに認めるアークのヒーローで、その名にふさわしい力を持っている。
マクスウェル（声優 - 雨宮天）/ ミシリス
- 基本やイプ【SSR】：鉄甲/SR/火力/III型

機械と知識を愛する天才研究員。賢く、空気を読むのが得意。さらに武器を自らの手で作り上げる能力を持ち、メティス部隊のブレインを担当している。
ドレイク（声優 - 上坂すみれ）/ ミシリス
- 基本タイプ【SSR】：灼熱/SG/火力/III型

ヴィランになりたいヒーロー。メティス部隊所属のニケで、電波を体で感じられる能力を持つ。

### リアルカインドネス
凶悪犯罪者を収容する監獄、更生館に閉じ込められているニケたちの部隊。ミシリス・インダストリーの実験作で構成されており、それぞれ特殊な能力を持つ。全員が凶悪犯罪を犯したわけではないが、能力の危険性が高いという判断のもと更生館に収容されている。
シン（声優 - 種崎敦美）/ ミシリス
- 基本タイプ【SSR】：電撃/AR/防御/II型

言葉で相手を洗脳する能力を持ったリアルカインドネス部隊のリーダー。その能力を巧妙な話術と共に使用することで、相手を自分の操り人形にしてしまう。
ギルティ（声優 - 佐藤利奈）/ ミシリス
- 基本タイプ【SSR】：風圧/SG/火力/II型

リアルカインドネス部隊所属のニケ。圧倒的に強い腕力を持つ。2週間あまりの短期間で約40人のニケの身体を破壊した罪により、更生館に収容された。
クエンシー（声優 - 内田彩）/ ミシリス
- 基本タイプ【SSR】：電撃/SMG/支援/II型

脱獄王。どこに閉じ込められようとも必ず脱出する。人当たりがよく、ずば抜けた政治力で更生館のムードメーカーとして有名。
- エスケープクイーン【SSR】：水冷/SMG/火力/III型

正義の怪盗団になったクエンシー。いつもとは違い、正義のために脱出ルートを探している。

### ヘビーグラム
ミシリス・インダストリーで推進しているニケ用搭乗装備T.A.V:H.運用謡の１つ。登場可能なヒト型ロボットとしてパイロットであるニケが一組で１人の部隊メンバーとして扱われる。性能と汎用性の面で頭角を現しているが、生産コストが高すぎるという短所がある。
キロ（声優 - 藩めぐみ）/ ミシリス
- 基本タイプ【SSR】：灼熱/MG/防御/III型

高性能A.I.が搭載されたロボットT.A.L.O.S.を操縦するヘビーグラム部隊所属のパイロット。複数の部隊を経験しており、どこかに定着したいと思っているが、思うように行かない。

### パイオニア
地上を彷徨うニケたちで、巡礼者とも呼ばれる。それぞれ異なる目的をもって地上を彷徨い、人類を守っている。
スノーホワイト（声優 - M・A・O）/ ピルグリム
- 基本タイプ【SSR】：鉄甲/AR/火力/III型

人類を守るという使命感で黙々と生きる純白の巡礼者。パイオニア部隊の一人で、ラプチャー殲滅のために地上を彷徨う。
ラプンツェル（声優 - 三森すずこ）/ ピルグリム
- 基本タイプ【SSR】：鉄甲/RL/支援/I型

地上で命を落とした亡者たちの魂を弔う。パイオニア部隊の輝く聖女。常に過去を思いながら祈りを捧げる。
紅蓮（声優 - 上田麗奈）/ ピルグリム
- 基本タイプ【SSR】：電撃/AR/火力/III型

地上の酒と風流を楽しむパイオニア部隊所属のさすらい剣士。実戦性がないことが証明された近接戦闘用武装である剣を使っている。

### インヘルト
はるかに高度な技術を搭載したピルグリム。地上奪還のために戦うが、人類に仕えることはない。地上に残された人類の最後の希望であり、最も大きな危険だと言える。
ドロシー（声優 - 斎藤千和）/ ピルグリム
- 基本タイプ【SSR】：水冷/AR/支援/I型

インヘルト部隊のリーダー。最強と言われているインヘルトの中でも最も圧倒的な武力を誇る。いつも天使のように微笑んでいるが、その中には欲望が渦巻いている。
イザベル（声優 - 田中理恵）/ ピルグリム
- 基本タイプ【SSR】：電撃/SG/火力/III型

空を飛ぶ追跡者。執拗な性格で、一度決めた標的は敵だろうと恋人だろうと絶対に離さない。彼女のおかげでインヘルト部隊は空中戦にも強い。
ハラン（声優 - 大原さやか）/ ピルグリム
- 基本タイプ【SSR】：電撃/SR/火力/III型

インヘルト部隊所属。地上の捕食者として君臨する美しい魔女。巨大な鎌と機械カラスの群れを自由自在に操る。
ノア（声優 - 小倉唯）/ ピルグリム
- 基本タイプ【SSR】：風圧/RL/防御/II型

自他ともに認める地上最強の盾。インヘルト部隊の頼もしい壁となってくれるが、幼い頃から大きな力を手に入れてしまったことにより、非常に態度が悪い。

### ヘレティック
人類の裏切り者。ラプチャークイーンの精鋭たちで、ラプチャーとなってしまったニケたちの通称である。モダニアについては上記の「主要登場人物」を参照。
ニヒリスター（声優 - 生天目仁美）/ ピルグリム
- 基本タイプ【SSR】：灼熱/SR/火力/II型

ラプチャークイーンの下で長い間ニケと戦ってきたヘレティックの一員。切り込み隊長的な存在。好戦的で破壊的な気質を持つ。

### ゴッデス
勝利の女神。人類の希望。その名前だけですべて説明がつく、名実共に史上最強の部隊。（※過去の部隊）レッドフードについては上記の「主要登場人物」を参照。
スノーホワイト（声優 - M・A・O）/ ピルグリム
- イノセントデイズ【SSR】：鉄甲/AR/火力/III型

ゴッデス部隊に合流したフェアリーテールモデルの1人。兵器の開発に天賦の才能を持ち、ゴッデス部隊の武装全般を担当している。その名の通り、真っ白で無垢なゴッデス部隊の最年少メンバー。
紅蓮（声優 - 上田麗奈）/ ピルグリム
- ブラックシャドウ【SSR】：風圧/RL/火力/III型

接近戦用部隊所属。量産型として制作されたが、高度なカスタマイズを施されその身体能力は量産型を優に超えている。剣の天才と呼ばれるほど圧倒的な実力を誇る。
ラプンツェル（声優 - 三森すずこ）/ ピルグリム
- ピュアグレイス【SSR】：鉄甲/SR/防御/I型

ゴッデス部隊に合流したフェアリーテールモデルの1人。V.T.C.出身で、次の教皇と言われていた。敬虔な心を持ち、人類のために戦っている。

### オールドテイルズ
第２世代のフェアリーテールモデル部隊。ゴッデス部隊のフェアリーテールモデルを圧倒するスペックで制作された。しかし何らかの事情により公式な実戦参加記録は１回もない。
シンデレラ（声優 - 悠木碧）/ ピルグリム
- 基本タイプ【SSR】：電撃/RL/防御/III型

ゴッデス部隊の後継機である第２世代フェアリーテールモデルの１人。ゴッデスを上回るスペックを持つが、浸食され、実戦には投入されなかった。浸食が治癒された後は人類の敵だったという汚名を雪ぐため孤軍奮闘している。
グレイブ（声優 - 金元寿子）/ ピルグリム
- 基本タイプ【SSR】：灼熱/AR/支援/II型

巨大な棺を背負い、地上を彷徨う正体不明のニケ。目的のために秘密裏に動いているため、潜伏および回避能力は他の追従を許さないほどである。

### リプレイス
中央政府が三大企業に要請して作りだした量産型ニケ。アーク内のテロを防ぎ、制圧するために作られた。
I-DOLL・オーシャン（声優 - 釘宮理恵）/ テトラ
- 基本タイプ【R】：水冷/SMG/支援/I型

リプレイス部隊所属のニケ。テトラで制作した量産型モデルで、オーシャンタイプと呼ばれる。
I-DOLL・サン（声優 - 首藤志奈）/ テトラ
- 基本タイプ【R】：鉄甲/SR/支援/III型

リプレイス部隊所属のニケ。テトラで制作した量産型モデルで、サンタイプと呼ばれる。
I-DOLL・フラワー（声優 - 上田瞳）/ テトラ
- 基本タイプ【R】：風圧/RL/防御/I型

リプレイス部隊所属のニケ。テトラで制作した量産型モデルで、フラワータイプと呼ばれる。
プロダクト08（声優 - 諸星すみれ）/ ミシリス
- 基本タイプ【R】：電撃/SR/支援/I型

リプレイス部隊所属のニケ。ミシリスで８番目にラインナップされた量産型モデル。
プロダクト12（声優 - 下地紫野）/ ミシリス
- 基本タイプ【R】：灼熱/MG/火力/III型

リプレイス部隊所属のニケ。ミシリスで１２番目にラインナップされた量産型モデル。
プロダクト23（声優 - 下地紫野）/ ミシリス
- 基本タイプ【R】：風圧/SG/支援/II型

リプレイス部隊所属のニケ。ミシリスで２３番目にラインナップされた量産型モデル。
ソルジャーE.G.（声優 - 石原夏織）/ エリシオン
- 基本タイプ【R】：電撃/AR/火力/III型

リプレイス部隊所属のニケ。エリシオンで開発した量産型モデルで、E.G.モデルと呼ばれる。
ソルジャーF.A.（声優 - ファイルーズあい）/ エリシオン
- 基本タイプ【R】：鉄甲/SG/防御/II型

リプレイス部隊所属のニケ。エリシオンで開発した量産型モデルで、F.A.モデルと呼ばれる。
ソルジャーO.W.（声優 - 高尾奏音）/ エリシオン
- 基本タイプ【R】：灼熱/SMG/支援/I型

リプレイス部隊所属のニケ。エリシオンで開発した量産型モデルで、O.W.モデルと呼ばれる。

### デビルハンター
悪魔を狩るデビルハンターからなる集団。公安所属。チェンソーマン とのコラボイベントで登場。イベントストーリーには男性キャラも登場したがプレイアブルキャラとしては女性3名が登場。
マキマ（声優 - 楠木ともり）/ アブノーマル
- 基本タイプ【SSR】：水冷/SMG/防御/II型

公安対魔特異４課。官房長官直属のデビルハンター。
パワー（声優 - ファイルーズあい）/ アブノーマル
- 基本タイプ【SSR】：灼熱/RL/火力/III型

公安対魔特異４課。血の魔人。
姫野（声優 - 伊瀬茉莉也）/ アブノーマル
- 基本タイプ【SR】：風圧/SR/支援/II型

公安対魔特異４課。後輩の早川とバディを組んで行動する。

### ヨルハ
機械生命体から地球を奪還するという目的を持つ部隊の１つ。隊員は名前ではなく記号で呼ばれる。ニーアオートマタとのコラボで登場。チェンソーマンと同様にプレイアブルキャラとしては女性２名のみ。
２Ｂ（声優 - 石川由依）/ アブノーマル
- 基本タイプ【SSR】：灼熱/AR/防御/III型

「静かな意思の、刃」ヨルハ部隊所属二号Ｂ型のアンドロイド。声優がメインキャラのラピと同じという事でイベント中にそのことに触れた要素があった。
Ａ２（声優 - 諏訪彩花）/ アブノーマル
- 基本タイプ【SSR】：灼熱/RL/火力/III型

「過去と憎悪の、渦」ヨルハ部隊所属Ａ型二号のアンドロイド。

### 機械生命体
機械で作られた自立行動兵器。感情がないと言われているが・・・。ヨルハと同時にニーアオートマタコラボで登場。
パスカル（声優 - 悠木碧）/ アブノーマル
- 基本タイプ【SR】：鉄甲/RL/支援/I型

平和を愛する機械生命体。知識水準が高く温和な性格。プレイアブルキャラとしては初の女性型ではないキャラクター。

### エミリア陣営
親竜王国ルグニカの次代の王を決める王選において、王候補としてエミリアを擁する陣営。Re:ゼロから始める異世界生活コラボとして登場。
エミリア（声優 - 高橋季依）/ アブノーマル
- 基本タイプ【SSR】：水冷/RL/火力/III型

銀髪に紫紺の瞳を持つ美しいハーフエルフの少女。親竜王国ルグニカの次代の王候補の一人で、優しい性格。
レム（声優 - 水瀬いのり）/ アブノーマル
- 基本タイプ【SSR】：水冷/MG/支援/II型

ロズワールの屋敷で働く双子メイドの妹。家事全般が得意で、双子の姉であるラムを敬愛している。
ラム（声優 - 村川梨衣）/ アブノーマル
- 基本タイプ【SR】：風圧/SR/防御/I型

ロズワールの屋敷で働く双子メイドの姉。かつては鬼族の神童として比類なき力を有していたが、角と共にその力を失っている。

### NERV
国連直属の特務機関。汎用ヒト型決戦兵器エヴァンゲリオンを運用し使徒と呼ばれる未知の敵と戦う。新世紀エヴァンゲリオンコラボで登場。
アスカ（声優 - 宮村優子）/ アブノーマル
- 基本タイプ【SSR】：灼熱/AR/火力/III型

フルネームは式波・アスカ・ラングレー。エヴァンゲリオン２号機のパイロット。ドイツ出身、勝気な性格と気持ちをストレートに反映した言動で周囲を圧倒する。
レイ（声優 - 林原めぐみ）/ アブノーマル
- 基本タイプ【SSR】：灼熱/MG/火力/III型

フルネームは綾波レイ。EVA零号機のパイロット。感情を見せない無口な少女で、どこか人工的な部分を感じさせる。
マリ（声優 - 坂本真綾）/ アブノーマル
- 基本タイプ【SSR】：電撃/SR/支援/II型

フルネームは真希波・マリ・イラストリアス。「ヱヴァンゲリヲン新劇場版：破」から登場した新キャラクター。詳細は不明。
ミサト（声優 - 三石琴乃）/ アブノーマル
- 基本タイプ【SR】：鉄甲/SMG/支援/I型

フルネームは葛城ミサト。29歳。ネルフ戦術作戦部作戦局所属。楽天家のようにふるまっているが、内面には厳しい部分も秘めている。

### その他のキャラクター
アンダーソン（声優 - 杉田智和）/ 副司令官
現場指揮官から副指令まで上り詰めた人物で主人公の先輩かつ直属の上司にあたる。主人公の良き理解者で行動を起こしやすいよう状況を整えてくれる。主人公と何らかの因縁がある模様。
バーニンガム（声優 - ???）/ 副司令官
代々続く名門出身の中年男性。不要論が出ているアドマイヤー号とイージス部隊を存続させるため資金調達パーティを開いている。アンダーソンとは度々意見の食い違いが起きて衝突することもあるが、部下の主人公共々、その実力は認めている。
ドバン（声優 - ???）/ 副司令官
筋骨隆々で武闘派の副司令官。アウターリム出身で、テロ集団エンターヘブンの情報をアークに売ることで最速で副司令官まで上り詰めた。出身地であるアウターリムを経歴の汚点と思っており、機会があれば武力で潰そうとする。
シフティ（声優 - 小倉唯）/ オペレーター
主人公の情報端末「オペレーティングデバイス」越しに遠隔で現場支援を行うオペレーター。情報支援、戦況把握、エブラ粒子浄化などを行う。ニケではなく人類。エイプリルフールイベントでは単騎で地上に上がり人類ながら対ラプチャー兵器を扱いラプチャー討伐を成し遂げた。
エニック（声優 - 田中敦子）/ 中央政府
アーク内の天候などの環境調整、司法、意思決定など様々な分野で仕事をする高性能自立型AI。人類の存続とアークの保護を最優先に判断を下し、時にはニケを犠牲にすることも厭わない。面会は一部の人物しか許されず、許されたとしてもベールで顔を隠した女性の姿までしか見ることはかなわない。過去に例のない特殊な活躍を見せる主人公に興味を持つ。
インク（声優 - ???）/ シミュレーションルームの管理
シミュレーションルームを管理するAIでツインテールの少女。エニックとは双子の姉妹だが一度もあったことはない。
イングリッド（声優 - 田中理恵）/ エリシオンCEO
軍需産業エリシオンのCEOで母から経営を引き継いだ女性。CEOという立場から普段は自社製のニケに厳しく接するが、情に厚く面倒見がいい一面もある。ラピとは特別な関係らしく他のニケがイングリッドの事を「社長」と呼ぶ中で、ラピだけが「教官」と呼んでいる。のちに主人公の後ろ盾となる。
シュエン（声優 - 新井里美）/ ミシリスインダストリーCEO
背が低く幼く見えるがニケ開発の天才でミシリスインダストリーのCEOを務める。性格は傲慢、我儘、不遜。価値を認めていないニケは全て「鉄くず」と呼ぶ。一方で自信作のメティスを溺愛し、特にラプラスを寵愛している。ミシリス製のニケからの評判は悪い。2024年のエイプリルフールではプレイアブルキャラとして地上で戦闘に参加。
マスタング（声優 - 子安武人）/ テトララインCEO
エンターテイメントを最重視し自社のニケにもエンターテイメント性を説く派手好きなCEO。全身タイツに煌びやかな電飾を施し英語交じりのおかしな言葉で話す姿は自社のニケにも呆れられつつ、愛されている。他のCEOがニケの事を「兵器」「鉄くず」と呼ぶ中、自社のニケを非常に大事に扱っている。コメディリリーフだがストーリで核心を突くセリフを放ったり地上戦時代から代替わりせずテトララインのCEOを続けているあたり、背景が謎の人物。

## 開発
本作はSHIFT UP社内コンペで1位を獲得した企画の製品化であり、企画時点ではファーストパーソン・シューティングゲームだったが、キャラクターの後姿をしっかり見せたいということで、サードパーソン・シューティングゲームに変更された。また、キャラクターとフィールドを同時に見られるようにするため、画面構成は縦型となった。
キムはIGNの葛西祝とのインタビューの中で、企画当時『Gears of War』に注目しており、同作における障害物に隠れて射撃するポーズを本作に取り入れたいと思ったと話している。インタビュアーの葛西は、キャラクターの後姿を見せるという画面構成から尻へのこだわりの強さを感じたと話す一方、キムが『Gears of War』をヒントにしたと回答して以降は、「でも考えてみたら、あのシリーズのマーカスやドムの力強さはどこかキムさんの描くキャラクターの体幹の強さに共通するものがあるように思えてきました」と述べ、尻の解釈も変わりそうだと述べている。
開発が始まったころ、キム・ヒョンテはプロデュースとキャラクター全般のビジュアルを手掛けていたが、のちにエグゼクティブプロデューサーとしてプロジェクト全般の管理を担っている。
本作は、キムが過去に手掛けた『デスティニーチャイルド』で培った2Dアニメーションの技術を発展させており、キム・ヒョンテはファミ通とのインタビューの中で、本作を『デスティニーチャイルド』の精神的続編と位置付けている。
より自由な動きの表現の獲得や、開発人材の募集の容易さから、本作ではSAIというツールが用いられている。キムはこのツールを用いたことで射撃の動きなどにキャラクターの個性を出すことができたと述べている。たとえば、シュガーというキャラクターの場合、バイクマニアという設定を反映して、バイクの背後から射撃を行うという動作が取り入れられている。

### セッティング
ポストアポカリプスを題材とした理由について、キムは自分自身がそのセッティングにあこがれていることに加え、社内に廃墟好きが多かったためであるとファミ通とのインタビューの中で回答すると同時に、少女が世界を救うために戦うという荒唐無稽なストーリーは世界のひとつでも滅ぼさないと説得力が出ないと思っているとも述べている。また、ディレクターのヒョンソク・ユーは、極端な環境に置かれることでキャラクターの感情や個性を最大化しやすいという利点があると4Gamer.netとのインタビューの中で述べている。

## 反応
2022年10月5日、本作の事前登録者数は250万人を突破した。また、リリースから約1年間で4億ドル以上の売り上げを記録した。主に日本、韓国およびアメリカで収益を上げている。

## 漫画
勝利の女神：NIKKE すいーとえんかうんと
ウェブコミック配信サイト「週刊コロコロコミック」（小学館）にて、2023年11月29日より配信中。作画は空住キオ。Nを主人公とし、ココア、ソーダとともにメイド喫茶『メイド・フォー・ユー』でメイドとして働く日々を描く。
- 雨住キオ（漫画）・SHIFT UP（原作）『勝利の女神：NIKKE すいーとえんかうんと』小学館〈てんとう虫コミックス〉、既刊3巻（2025年2月27日現在）
  1. 2024年4月26日発売、ISBN 978-4-09-143718-1
    - （イラスト集付き特装版）同日発売、ISBN 978-4-09-943159-4

  2. 2024年9月27日発売、ISBN 978-4-09-149799-4
    - （すいーとアクリルスタンド付き特装版）同日発売、ISBN 978-4-09-943169-3

  3. 2025年2月27日発売、ISBN 978-4-09-154004-1
    - （アクリルスタンド付き特装版）同日発売、ISBN 978-4-09-943187-7

## 小説
勝利の女神：NIKKE 青春バースト!ニケ学園
ライトノベルレーベル「ガガガ文庫」（小学館）にて、2025年2月18日に発売。著者は持崎湯葉、イラストはNagu。銃撃、爆発、何でもありの学園コメディ。
- 持崎湯葉（著者）・Nagu（イラスト）・SHIFT UP（原作）『勝利の女神：NIKKE 青春バースト!ニケ学園』小学館〈ガガガ文庫〉、全1巻
  - 2025年2月18日発売、ISBN 978-4-09-453223-4

## 舞台
『NIKKE THE STAGE』（ニケ・ザ・ステージ）のタイトルで、2024年6月6日から9日までこくみん共済 coop ホール/スペース・ゼロにて上演。

### キャスト
- マリアン・モダニア - 真島なおみ[30]
- アニス - 青山ひかる[30]
- ラピ - 夏目まどか[30]
- ネオン - 篠崎こころ[30]
- ユニ - 伊織いお[30]
- ミハラ - 赤井沙希[30]
- ルドミラ - 小日向ななせ[30]
- アリス - 北澤早紀[30]
- スノーホワイト - 小鳥遊あみ[30]
- シフティ - 遥りさ[30]
- シュエン - 宮崎理奈[30]
- 指揮官 - 中野郁海[30]

### スタッフ
- 原作
  - 開発元 - SHIFT UP[31]
  - 発売元 - Level Infinite[31]
- 脚本・演出 - 久保田唱[31]
- 演出助手 - 高島紀彦[31]
- 美術 - 濱田真輝[31]
- 殺陣 - 六本木康弘[31]
- 造型 - 湯田商店[31]
- 舞台監督 - 住知三郎[31]
- 音響 - 田中慎也[31]
- 照明 - マーキュリー[31]
- 映像 - 御調晃司[31]
- 衣裳 - 藤衣裳[31]
- ヘアメイク - 青山亜耶[31]
- ロビー - 倉重千登世[31]
- 主催・企画・制作 - ムービック[31]、HIKE[31]、ABCフロンティア[31]
- 制作協力 - ABC&SET[31]

## 他作品とのコラボレーション
チェンソーマン
2023年2月22日から3月14日までコラボイベントが開催。プレイアブルキャラクターとして、マキマ（声 - 楠木ともり）、パワー（声 - ファイルーズあい）、姫野（声 - 伊瀬茉莉也）が登場した。その他、イベントシナリオにはNPCとしてデンジと早川アキが登場する。
ニーア オートマタ
2023年9月1日から9月28日までコラボイベントが開催。プレイアブルキャラクターとして、2B（声 - 石川由依）、A2（声 - 諏訪彩花）、パスカル（声 - 悠木碧）が登場した。その他、イベントシナリオにはNPCとして9Sが登場する。
Re:ゼロから始める異世界生活
2024年3月21日から4月11日までコラボイベントが開催。プレイアブルキャラクターとして、エミリア（声 - 高橋李依）、レム（声 - 水瀬いのり）、ラム（声 - 村川梨衣）が登場した。